# Estació Intermodal de Palma

Die Estació Intermodal de Palma (auch Estació Intermodal – Plaça de Espanya) ist ein unterirdischer Kopfbahnhof in Palma. Der Bahnhof ist Endpunkt der Serveis Ferroviaris de Mallorca und der Metro de Palma.

## Geschichte
Der Bahnhof wurde am 1. März 2007 eröffnet und ersetzte den am 16. August 2005 vom Schienennetz abgekoppelten alten Endbahnhof der SFM in Palma, an dessen Stelle der Bahnhof gebaut wurde. Die Baukosten waren auf 90 Millionen Euro veranschlagt. Am 25. März 2007 konnte auch die Metro de Palma von der Plaça de Espanya zum Universitätsgelände in Betrieb genommen werden. Über dem Bahnhof wurde der Parc de les Estacions errichtet. Die Zugänge erfolgen über diesen und den Plaça de Espanya.

## Anlage
Der Bahnhof umfasst drei Untergeschosse.
Das erste Untergeschoss dient als Verteilergeschoss und verfügt über diverse Einrichtungen, wie eine Cafeteria, aber auch die Sicherheitsschranken.
Das zweite Untergeschoss besteht aus zwei Teilen: Im Nivel 2A verkehren auf den zehn Bahnsteiggleisen an fünf Mittelbahnsteigen die Züge der SFM und der Metro. Sechs Gleise dienen der Eisenbahn, vier der U-Bahn. Zudem ist dort auch die Verkehrskontrolle untergebracht.
Das Nivel 2B bildet den Busbahnhof mit dreißig Stellplätzen.
Im dritten Untergeschoss befindet sich ein Parkhaus mit 844 Stellplätzen.

## Verkehr

### Eisenbahn
In der Estació Intermodal finden die SFM-Bahnlinien nach Sa Pobla und Manacor ihren Ausgangspunkt. Auf der anderen Straßenseite befindet sich oberirdisch der Endbahnhof der Ferrocarril de Sóller.

### U-Bahn

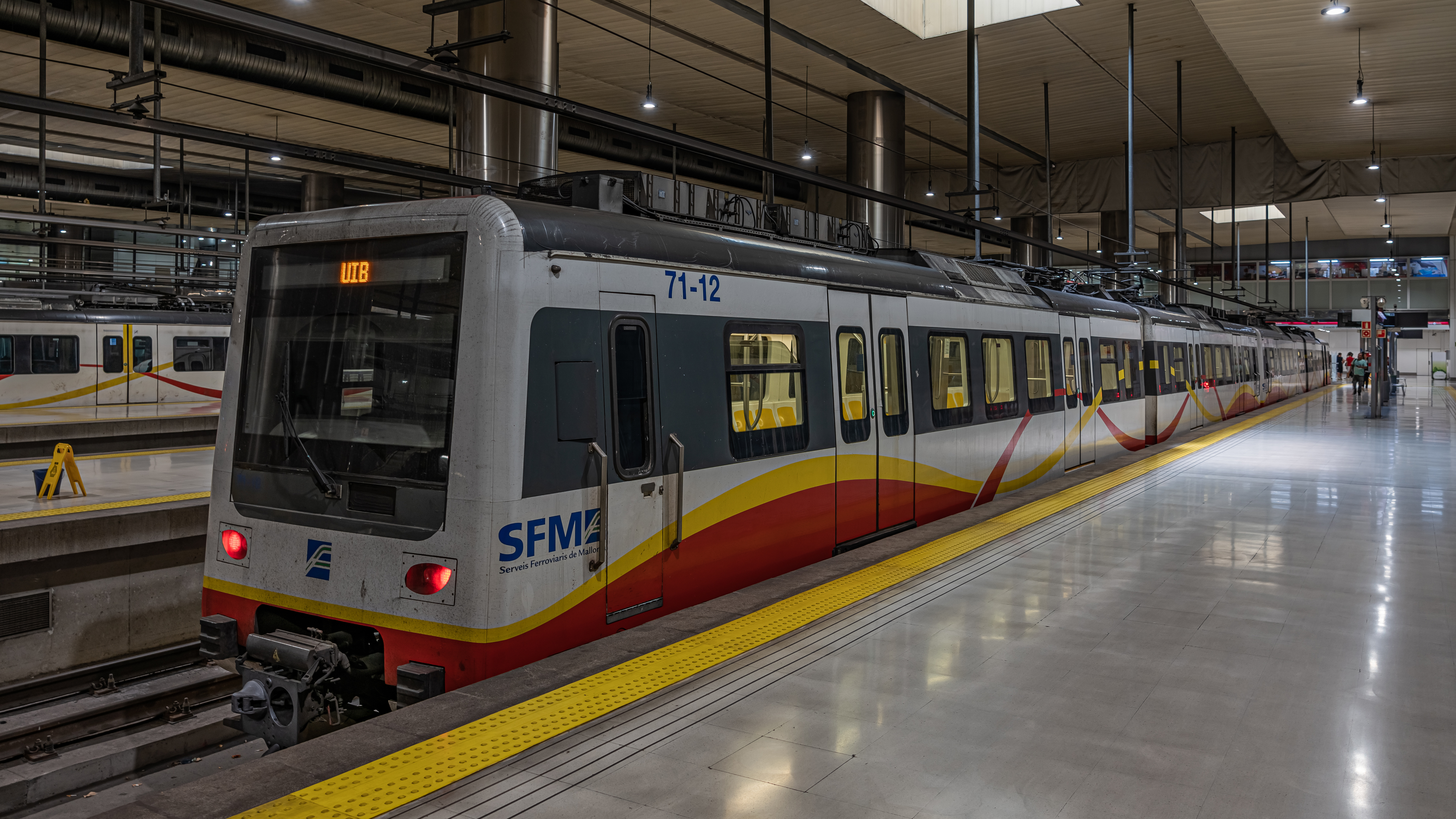
U-Bahn-Zug in der Estació Intermodal de Palma

Hier beginnt auch die Metro de Palma zum Universitätsgelände, bis Son Costa/Son Fortesa führen die Eisen- und die U-Bahn-Strecke parallel durch einen gemeinsamen, viergleisigen Tunnel. Obwohl der Metro im Bahnhof vier Gleise zustehen, wird im Betriebsablauf generell nur eines genutzt. Die Züge verkehren tagsüber im Viertelstundentakt, abends und an Wochenenden wird der Verkehr auf einen Halbstunden- oder Stundentakt ausgedünnt.

### Lokalverkehr
An der Plaça de Espanya besteht die Umsteigemöglichkeit auf 21 Linien der lokalen Busgesellschaft Empresa Municipal de Transports Urbans de Palma (EMT).